# Concile d'Anse
La page concile d'Anse répertorie les conciles et synodes diocésains qui se tiennent dans la ville d'Anse (Ansanum, Asense) près de Lyon en France, au cours du Moyen Âge.

## Listes des conciles et synodes
- Concile de 990, à propos des biens de l'abbaye de Cluny[a 1] probablement le même que le second[b 1] ;
- Concile de 994[a 2],[b 1], qui se place dans le mouvement des « assemblées de paix » ;
- Concile de 1025 [17 juin ?], dit paix en Viennois, avec notamment la plainte de l'évêque de Mâcon, Gauslin/Gauzlin, contre l'archevêque de Vienne, Burchard[a 3],[b 1] ;
- Concile de 1070, concernant une donation à l'abbaye de l'Ile-Barbe (Lyon)[a 4],[b 1] ;
- Concile de 1076/77, convoqué par l'évêque de Die, Hugues, sur la discipline[a 5],[b 1] ;
- Concile de 1100, participation de quatre archevêques et huit évêques, concernant les frais de voyage pour Jérusalem et d'excommunication[a 6],[b 1] ;
- Concile de 1112, convoqué par l'archevêque de Lyon, Josserand, à propos des investitures[a 7],[b 1].